# Vusal Huseynov
Vusal Afgan oglu Huseynov (en azerí: Vüsal Əfqan oğlu Hüseynov; Bakú, 12 de enero de 1980) es Jefe del Servicio Estatal de Migración de la República de Azerbaiyán desde 2018.

## Biografía
Vusal Huseynov nació el 12 de enero de 1980 en Bakú.
En 1997-2001 estudió en la Universidad Estatal Económica de Azerbaiyán. En 2002-2003 sirvió en las fuerzas armadas de Azerbaiyán. En 2005 obtuvo un máster de la Facultad de Relaciones Económicas Internacionales en la Universidad Estatal Económica de Azerbaiyán. En los años 2008-2012  continuó su educación en la facultad de Derecho de la Universidad Estatal de Bakú. En 2010-2011 participó en la programa de máster de la Escuela de Gobierno John F. Kennedy de la Universidad de Harvard y recibió un máster en administración pública.

## Carrera política
- 2005-2010 – asesor principal en la Comisión de Lucha contra la Corrupción de la República de Azerbaiyán
- 2007-2009 - actividad pedagógica en la Universidad Estatal Económica de Azerbaiyán y la Universidad de Jazar
- 2011-2012 - asesor principal en el departamento "Asuntos de migración y ciudadanía" de la Administración del Presidente de Azerbaiyán
- 2012-2015 - Secretario de la Comisión de Lucha contra la Corrupción de la República de Azerbaiyán
- 2015 - fue elegido diputado a la Asamblea Nacional de la República de Azerbaiyán
- 2016 – fue designado miembro del Consejo de Supervisió del Centro de Análisis de Reformas Económicas y Comunicación[2]
- El 23 de abril de 2018 – fue nombrado Jefe del Servicio Estatal de Migración de la República de Azerbaiyán[3]
- El 16 de marzo de 2019 - se le ha otorgado un alto rango especial de consejero del servicio estatal de migración del tercer rango